# برت میلر (بازیکن فوتبال)
برت میلر (انگلیسی: Bert Miller؛ 1880 – ۱۹۵۳ (۷۲−۷۳ سال)) بازیکن فوتبال اهل بریتانیا بود.
از باشگاه‌هایی که در آن بازی کرده‌است می‌توان به باشگاه فوتبال استوک سیتی، باشگاه فوتبال استافورد رانجرز، و باشگاه فوتبال نوریچ سیتی اشاره کرد.